# 云生早熟禾
云生早熟禾（学名：Poa nubigena）为禾本科早熟禾属下的一个种。